# Курилівська сільська рада (Волочиський район)
Кури́лівська сільська́ ра́да — адміністративно-територіальна одиниця та орган місцевого самоврядування в Волочиському районі Хмельницької області. Адміністративний центр — село Курилівка.

## Загальні відомості
Курилівська сільська рада утворена в 1991 році.
- Територія ради: 18,403 км²
- Населення ради: 653 особи (станом на 2001 рік)
- Територією ради протікає річка Грабарка

## Населені пункти
Сільській раді підпорядковані населені пункти:
- с. Курилівка

## Склад ради
Рада складалася з 12 депутатів та голови.
- Голова ради: Черній Галина Миколаївна
- Секретар ради: Бойко Руслана Анатоліївна

### Керівний склад попередніх скликань
| Прізвище, ім'я, по батькові | Основні відомості                                                               | Дата обрання | Дата звільнення |
| --------------------------- | ------------------------------------------------------------------------------- | ------------ | --------------- |
| Черній Галина Миколаївна    | Сільський голова, 1969 року народження, освіта середня спеціальна               | 26.03.2006   | 31.10.2010      |
| Черній Галина Миколаївна    | Сільський голова, 1969 року народження, освіта середня спеціальна, позапартійна | 31.10.2010   |                 |

Примітка: таблиця складена за даними сайту Верховної Ради України

### Депутати
За результатами місцевих виборів 2010 року депутатами ради стали:

#### За суб'єктами висування
| Суб'єкт висування                 | Кількість обраних депутатів | %  |
| --------------------------------- | --------------------------- | -- |
| Народна партія                    | 6                           | 50 |
| Політична партія «Сильна Україна» | 3                           | 25 |
| Самовисування                     | 3                           | 25 |

#### За округами
| № округу                          | Прізвище, ім'я, по батькові | Дата визнання обраним | Освіта             | Партійна приналежність                  | Відомості про обраного депутата             |
| --------------------------------- | --------------------------- | --------------------- | ------------------ | --------------------------------------- | ------------------------------------------- |
| Народна Партія                    |                             |                       |                    |                                         |                                             |
| 1                                 | Землюк Олександр Михайлович | 04.11.2010            | середня            | член Народної партії                    | пенсіонер                                   |
| 2                                 | Устіян Анатолій Якович      | 04.11.2010            | вища               | член Народної партії                    | Курилівська сільська рада, бухгалтер        |
| 3                                 | Зінькова Наталія Михайлівна | 04.11.2010            | середня спеціальна | член Народної партії                    | ПП Климчук В. В., продавець                 |
| 4                                 | Марущак Юрій Володимирович  | 04.11.2010            | вища               | член Народної партії                    | ПП «Агрокомпанія −2004», агроном            |
| 6                                 | Бойко Руслана Анатоліївна   | 04.11.2010            | вища               | член Народної партії                    | Курилівська сільська рада, секретар         |
| 9                                 | Черній Василь Васильович    | 04.11.2010            | середня            | член Народної партії                    | ПП «Агрокомпанія −2004», зав зернотоком     |
| Політична партія «Сильна Україна» |                             |                       |                    |                                         |                                             |
| 10                                | Попович Алла Миколаївна     | 04.11.2010            | середня спеціальна | член Політичної партії «Сильна Україна» | ВАТ «Тернопільбуд», сушильниця              |
| 11                                | Любевич Анатолій Андрійович | 04.11.2010            | середня спеціальна | член Політичної партії «Сильна Україна» | ПП «Агрокомпанія −2004», механік-електрик   |
| 12                                | Попович Зоя Миколаївна      | 04.11.2010            | середня спеціальна | член Політичної партії «Сильна Україна» | Курилівська загальноосвітня школа, повар    |
| Самовисування                     |                             |                       |                    |                                         |                                             |
| 5                                 | Пазюк Ольга Василівна       | 04.11.2010            | вища               | позапартійна                            | Курилівська загальноосвітня школа, директор |
| 7                                 | Семко Зоя Іванівна          | 04.11.2010            | вища               | позапартійна                            | ПП «Агрокомпанія −2004», повар              |
| 8                                 | Річняк Юрій Миколайович     | 04.11.2010            | середня спеціальна | позапартійний                           | приватний підприємець                       |